# Lobček
Lobček je naselje jugovzhodno od Grosupljega v Občini Grosuplje. Leži na nadmorski višini 374,4 m. Ustanovljeno je bilo leta 1983 iz dela ozemlja naselij Veliko Mlačevo, Zagradec pri Grosupljem in Žalna. Leta 2015 je imelo 144 prebivalcev.